# Lacrosse (satellite)
Pour les articles homonymes, voir Lacrosse.

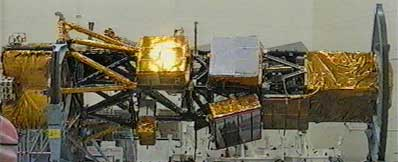
Lacrosse 4 en cours de construction.

Lacrosse et Onyx sont les noms de code de satellites espions à imagerie radar du National Reconnaissance Office des États-Unis.
Bien que ce programme ne soit pas officiellement confirmé par le NRO ou par l'administration américaine, son existence ne fait aucun doute. L'instrument imageur principal des satellites Lacrosse est un radar à synthèse d'ouverture, capable de « voir » à travers les nuages et, dans une certaine mesure, à travers le sol. Les premiers satellites renvoyaient leurs images via le réseau TDRSS (Tracking and Data Relay Satellite System) à la base terrestre de White Sands, au Nouveau-Mexique. Il semble que les satellites plus récents sont capables d'utiliser d'autres réseaux.
Le terme Lacrosse fait référence à tous les satellites, tandis que le terme Onyx ne concerne que les trois derniers satellites lancés (à mai 2007).

## Satellites
Cinq Lacrosse ont été lancés et quatre sont à ce jour en orbite.
- Lacrosse 1: « Lacrosse 3000 »
  - Lancé le: 2 décembre 1988, depuis le Centre spatial Kennedy
  - Lanceur: Navette spatiale Atlantis, mission STS-27
  - Apogée/périgée/inclinaison: 447 × 437 km à 57.0°
  - Période orbitale: 93,4 minutes
  - Retombé en 1997
  - État: mission accomplie, désorbité.
  - Numéro NORAD: 19671(USA 34), ID COSPAR: 1988-106B[1]
- Lacrosse 2:
  - Lancé le: 8 mars 1991, depuis la base de Vandenberg
  - Lanceur: Titan IV-A
  - Apogée/périgée/inclinaison: 662 × 420 km à 68.0°
  - État: En service actif, mission prolongée
  - Numéro NORAD: 21147 (USA 69) 1991-017A[2]
- Lacrosse 3:
  - Lancé le: 24 octobre 1997, depuis la base de Vandenberg
  - Lanceur: Titan IV-A
  - Apogée/périgée/inclinaison: 679 × 666 km à 57.0°
  - État: En service actif
  - Numéro NORAD: 25017 (USA 133) 1997-064A[3]
  - Notes: Remplacement de Lacrosse 1.
- Lacrosse 4:
  - Lancé le: 17 août 2000, depuis la base de Vandenberg
  - Lanceur: Titan IV-B
  - Apogée/périgée/inclinaison: 695 × 689 km à 68.0°
  - Masse: 14 500 kg
  - État: En service actif
  - Numéro NORAD: 26473 (USA 152) 2000-047A[4]
  - Notes: Son orbite initiale a été modifiée pour la suivante: 675 × 572 à 68.1°.
- Lacrosse 5:
  - Lancé le: 30 avril 2005, depuis le Centre spatial Kennedy
  - Lanceur: Titan IV-B
  - Apogée/périgée/inclinaison: 718 × 712 km à 57.0°
  - Masse: 16 000 kg
  - État: En service actif
  - Numéro NORAD: 28646 (USA 182) 2005-016A[5]
  - Notes: L'orbite de Lacrosse 5 est différente de celle des quatre premiers. Les observateurs amateurs ont également remarqué que sa couleur est plus blanche que la teinte rouge-orangé des précédents. Ce satellite est également capable de disparaître en quelques secondes, bien qu'il soit entièrement éclairé par le soleil (son tour de « passe-passe »).

L'inclinaison de l'orbite permet l'observation de la totalité du globe terrestre, y compris les pôles.
Le site Futura-Sciences souligne dans un de ses articles les similitudes de ces engins avec le satellite USA 193. Il envisage l'hypothèse d'un démonstrateur testant des dispositifs destinés à une nouvelle génération d'appareils d'observations.